# Europeiska unionens asylbyrå
Europeiska unionens asylbyrå (engelska: European Union Agency for Asylum, EUAA), tidigare Europeiska stödkontoret för asylfrågor (engelska: European Asylum Support Office, EASO), är en europeisk myndighet vars säte finns i Valetta på Malta. Myndigheten inrättades ursprungligen genom förordning (EU) nr 439/2010 den 19 maj 2010 och invigningen skedde den 19 juni 2011. I december 2021 antogs ett nytt regelverk genom förordning (EU) 2021/2303, då byrån bland annat fick sitt nuvarande namn.
EASO bistår Europeiska unionens medlemsstater i genomförandet av en mer sammanhållen och rättvis asylpolitik, till exempel genom att hjälpa till med att kartlägga god praxis, anordna utbildningar på EU-nivå och förbättra tillgången till korrekt information om ursprungsländerna. Det tillhandahåller även tekniskt och operationellt stöd till medlemsstater som ställs inför ”särskild press” och mottar ett stort antal asylansökningar genom att ställa expertteam i asylfrågor till förfogande och på så sätt bidra till att underlätta för dessa medlemsstaters system.
Representanter för Europeiska kommissionen och EU:s medlemsstater ingår i stödkontorets styrelse. Verkställande direktör Nina Gregori ansvarar för den dagliga ledningen av stödkontoret. EASO har ett nära samarbete med de nationella myndigheterna för asylfrågor, FN:s flyktingkommissariat (UNHCR), Europeiska unionens byrå för grundläggande rättigheter samt Europeiska byrån för förvaltningen av det operativa samarbetet vid Europeiska unionens medlemsstaters yttre gränser (Frontex).
Alla EU-länder deltar i asylbyråns arbete, även Irland som normalt står utanför beslut på området med frihet, säkerhet och rättvisa.